# منصورآباد (مسجدسلیمان)
منصورآباد روستایی از توابع بخش مرکزی شهرستان مسجدسلیمان در استان خوزستان ایران است.
این روستا در دهستان تل بزان قرار دارد و براساس سرشماری مرکز آمار ایران در سال ۱۳۸۵، جمعیت آن زیر سه خانوار بوده‌است.
شکل گیری روستا در تاریخ ۱۳۱۵ با اعلام تخت قاپو رضا خان شکل گرفت تنها روستایی در این ناحیه به شمار می آید که بیشترین طایفه هارا در خود جای داده که بعد از مرور زمان و وصلت ها به یک روستای بزرگ تبدیل شد 
شرکای روستا که از روی هم دلی و طایفه گری تقسیم کرده بودند روستارا به دو بخش از ناحیه چرای دام و سکونت تبدیل کرده بودند 
این افراد به نام های برفی نصراله پور فرزند شهباز و شرکایش بندعلی نصراله زاده و مشهدی حاجت گندایی و بارانی شالویی و حسن آقا علادی میباشند که جمعا از طایفه بهداروند,علادین وند به حساب می آیند و گروه مقابل قباد رستمی و شرکایش برات رستمی و خانواده ی عبدلله زاده میباشند 
این روستا در دهه شصت با مهاجرت مردم از روستاها به شهر خالی از سکنه شد و فقط دو نفر به عنوان گله دار در روستا باقی مانده بودند 
که در اواخر دهه هشتاد با بهره مندی روستا از آب و برق شهری محیطی مهیا شد تا که دوست داران طبیعت به سرزمین اجدادی خود باز گردند که پیش قدمه این جوانان جهانگیر نصراله پور فرزند برفی بوده که با سرمایه خود موسسه دام پروری صنعتی راه اندازی کرده و بقیه اقوام بادیدن این فعالیت ترقیب شده و جهت آبادانی روستا بر روی املاک پدری خود خانه ساخته و با هم فکری و هم دلی هیت عاشورایی راه اندازی کردند که با حضور نماینده مجلس وقت دستور داده شد که برای روستا انجمن شورا و ده یاری تشکیل شود و جز روستاهایی شد که صندق رای گیری و بامیزان رای ۱۸۰ نفر آمار روستا شده و هم اکنون با پی گیری های ده یار علی نصراله زاده جاده روستا از خاکی به آسفالته تبدیل شد و هم اکنون با پی گیری های به حق اهالی روستا درحال شکوفا شدن و پیشرفت است= جمعیت ==
این روستا در دهستان تل بزان قرار دارد و براساس سرشماری مرکز آمار ایران در سال ۱۳۸۵، جمعیت آن زیر سه خانوار بوده‌است.